# Episodis perduts de Doctor Who
Els episodis perduts de la sèrie de ciència-ficció britànica Doctor Who són un seguit d'episodis dels quals no se'n conserva cap còpia, ni en forma de pel·lícula ni de cinta de vídeo. Foren destruïts per la BBC durant els anys 60 i 70 per raons econòmiques i d'espai. Actualment, hi ha 26 serials incomplets (10 d'aquests perduts totalment) dels sis primers anys de la sèrie, que resulten en un total de 97 episodis dels 253 d'aquest període. Al llarg dels anys, alguns dels episodis que es consideraven perduts s'han recuperat gràcies a múltiples fonts, sobretot difusors estrangers.
Doctor Who no és l'únic programa amb aquest problema, ja que la BBC va destruir milers d'hores de la seva programació de tota classe fins al 1978, any en què canvià la política d'arxivament de la cadena de televisió. Altres sèries destacades que també es van veure afectades per la destrucció de material són Dad's Army, Z-Cars, The Wednesday Play, Steptoe and Son i Not Only... But Also. La BBC no era l'única cadena britànica que ho feia: la ITV també destruïa enregistraments de les seves emissions, incloent The Avengers.
No obstant, una particularitat de Doctor Who és que de tots i cada un dels seus episodis perduts se'n conserva una versió d'àudio, enregistrada pels fans des de casa. També s'han trobat fotogrames o petits enregistraments de vídeo de certs episodis. Dels episodis dels anys 70 també se'n tenen manifestacions visuals, a diferència d'altres sèries.
Encara continuen els esforços per recuperar episodis perduts, tant de la BBC com dels fans de la sèrie. Molts dels episodis recuperats s'han restaurat a fi de publicar-los en VHS o DVD. Les gravacions d'àudio dels episodis perduts que encara resten també s'han publicat, en forma de casset o de CD. Alguns fans i la BBC han reconstruït episodis emprant les imatges que es conserven i ajuntant les fotografies amb les pistes de so. La BBC també ha encarregat una sèrie de reconstruccions animades d'alguns episodis, unint l'àudio amb una versió especial de l'episodi en dibuixos animats; aquestes reconstruccions també s'han publicat juntament amb els episodis supervivents en forma de DVD.

## Llista d'episodis perduts
Actualment, hi ha 97 episodis perduts que formen part de 26 serials diferents; 10 d'aquests serials manquen per complet. La majoria d'episodis perduts amb diferència són de les temporades 3, 4 i 5, que entre les tres acumulen 79 episodis. Dels 26 serials que sumen aquestes temporades, només cinc (The Ark, The Gunfighters i The War Machines de la tercera temporada; The Tomb of the Cybermen i The Enemy of the World de la cinquena temporada) es conserven per complet, la qual cosa vol dir que n'hi ha 21 que com a mínim tenen un episodi perdut. En canvi, les temporades 1, 2 i 6 només comprenen 18 episodis perduts repartits en cinc serials i, per tant, els altres 19 estan totalment complets. De totes les històries en queden almenys uns quants vídeos a excepció de tres (Marco Polo, "Mission to the Unknown" i The Massacre of St Bartholomew's Eve), dels quals no se'n conserva cap imatge. Encara que del Segon Doctor en falten més episodis (53, en comparació als 44 del Primer Doctor), hi ha més històries del Primer Doctor que s'han perdut en la seva totalitat que no pas del Segon.
Les històries   acolorides  manquen per complet.
| Doctor                   | Temporada                | Núm. història            | Serial                               | Nombre d'episodis | Episodis perduts               | Recompte    | Recompte    |
| ------------------------ | ------------------------ | ------------------------ | ------------------------------------ | ----------------- | ------------------------------ | ----------- | ----------- |
| Primer                   | 1                        | 004                      | Marco Polo                           | 7                 | Tots 7 episodis                | 7           | 9           |
| Primer                   | 1                        | 008                      | The Reign of Terror                  | 6                 | Episodis 4 i 5                 | 2           | 9           |
| Primer                   | 2                        | 014                      | The Crusade                          | 4                 | Episodis 2 i 4                 | 2           | 2           |
| Primer                   | 3                        | 018                      | Galaxy 4                             | 4                 | Episodis 1, 2 i 4              | 3           | 28          |
| Primer                   | 3                        | 019                      | «Mission to the Unknown»             | 1                 | Episodi sencer                 | 1           | 28          |
| Primer                   | 3                        | 020                      | The Myth Makers                      | 4                 | Tots 4 episodis                | 4           | 28          |
| Primer                   | 3                        | 021                      | The Daleks' Master Plan              | 12                | Episodis 1, 3, 4, 6-9, 11 i 12 | 9           | 28          |
| Primer                   | 3                        | 022                      | The Massacre of St Bartholomew's Eve | 4                 | Tots 4 episodis                | 4           | 28          |
| Primer                   | 3                        | 024                      | The Celestial Toymaker               | 4                 | Episodis 1, 2 i 3              | 3           | 28          |
| Primer                   | 3                        | 026                      | The Savages                          | 4                 | Tots 4 episodis                | 4           | 28          |
| Primer                   | 4                        | 028                      | The Smugglers                        | 4                 | Tots 4 episodes                | 4           | 33          |
| Primer                   | 4                        | 029                      | The Tenth Planet                     | 4                 | Episodi 4                      | 1           | 33          |
| Totals del Primer Doctor | Totals del Primer Doctor | Totals del Primer Doctor | 12 serials                           | 12 serials        | 44 episodis                    | 44 episodis | 33          |
| Segon                    | 4                        | 030                      | The Power of the Daleks              | 6                 | Tots 6 episodis                | 6           | 33          |
| Segon                    | 4                        | 031                      | The Highlanders                      | 4                 | Tots 4 episodis                | 4           | 33          |
| Segon                    | 4                        | 032                      | The Underwater Menace                | 4                 | Episodis 1 i 4                 | 2           | 33          |
| Segon                    | 4                        | 033                      | The Moonbase                         | 4                 | Episodis 1 i 3                 | 2           | 33          |
| Segon                    | 4                        | 034                      | The Macra Terror                     | 4                 | Tots 4 episodis                | 4           | 33          |
| Segon                    | 4                        | 035                      | The Faceless Ones                    | 6                 | Episodis 2, 4-6                | 4           | 33          |
| Segon                    | 4                        | 036                      | The Evil of the Daleks               | 7                 | Episodis 1, 3-7                | 6           | 33          |
| Segon                    | 5                        | 038                      | The Abominable Snowmen               | 6                 | Episodis 1, 3-6                | 5           | 18          |
| Segon                    | 5                        | 039                      | The Ice Warriors                     | 6                 | Episodis 2 i 3                 | 2           | 18          |
| Segon                    | 5                        | 041                      | The Web of Fear                      | 6                 | Episodi 3                      | 1           | 18          |
| Segon                    | 5                        | 042                      | Fury from the Deep                   | 6                 | Tots 6 episodis                | 6           | 18          |
| Segon                    | 5                        | 043                      | The Wheel in Space                   | 6                 | Episodis 1, 2, 4 i 5           | 4           | 18          |
| Segon                    | 6                        | 046                      | The Invasion                         | 8                 | Episodis 1 i 4                 | 2           | 7           |
| Segon                    | 6                        | 049                      | The Space Pirates                    | 6                 | Episodis 1, 3-6                | 5           | 7           |
| Totals del Segon Doctor  | Totals del Segon Doctor  | Totals del Segon Doctor  | 14 serials                           | 14 serials        | 53 episodis                    | 53 episodis | 53 episodis |
| Totals                   | Totals                   | Totals                   | 26 serials                           | 26 serials        | 97 episodis                    | 97 episodis | 97 episodis |

## Episodis recuperats
Quan l'emmagatzematge complet de la BBC es va revisar el 1978, els 50 episodis següents estaven absents dels arxius col·lectius. Al llarg dels anys, s'han retornat a la Corporació a través de diversos mètodes. Les nou històries   acolorides  ara estan completes gràcies a les recuperacions. Excepte on s'indiqui el contrari, tots els episodis es tornaren en forma de pel·lícula de 16 mm.
| Doctor                   | Temporada                | Núm. història            | Serial                    | Nombre d'episodis | En arxiu   | Retornats           | Recuperació                            | Recuperació  | Recuperació |             |
| Doctor                   | Temporada                | Núm. història            | Serial                    | Nombre d'episodis | En arxiu   | Retornats           | Font                                   | Territori    | Any         |             |
| ------------------------ | ------------------------ | ------------------------ | ------------------------- | ----------------- | ---------- | ------------------- | -------------------------------------- | ------------ | ----------- | ----------- |
| Primer                   | 1                        | 008                      | The Reign of Terror       | 6                 | 4          | 4 (1-3, 6)          | PIK (ep. 1-3)                          | Xipre        | 1985        |             |
| Primer                   | 1                        | 008                      | The Reign of Terror       | 6                 | 4          | 4 (1-3, 6)          | Col·leccionista privat (ep. 6)         | Regne Unit   | 1982        |             |
| Primer                   | 2                        | 014                      | The Crusade               | 4                 | 2          | 1 (1)               | Col·leccionista privat                 | Nova Zelanda | 1999        |             |
| Primer                   | 2                        | 017                      | The Time Meddler          | 4                 | 4          | 3 (1, 3-4)          | NTV                                    | Nigèria      | 1985        |             |
| Primer                   | 3                        | 018                      | Galaxy 4                  | 4                 | 1          | 1 (3)               | Col·leccionista privat                 | Regne Unit   | 2011        |             |
| Primer                   | 3                        | 021                      | The Daleks' Master Plan   | 12                | 3          | 3 (2, 5, 10)        | Col·leccionista privat (ep. 2)         | Regne Unit   | 2004        |             |
| Primer                   | 3                        | 021                      | The Daleks' Master Plan   | 12                | 3          | 3 (2, 5, 10)        | Església Mormona (ep. 5, 10)           | Regne Unit   | 1983        |             |
| Primer                   | 3                        | 024                      | The Celestial Toymaker    | 4                 | 1          | 1 (4)               | ABC                                    | Austràlia    | 1984        |             |
| Primer                   | 3                        | 027                      | The War Machines          | 4                 | 4          | 4 (1-4)             | NTV (ep. 1, 3, 4)                      | Nigèria      | 1985        |             |
| Primer                   | 3                        | 027                      | The War Machines          | 4                 | 4          | 4 (1-4)             | ABC (ep. 2)                            | Austràlia    | 1978        |             |
| Totals del Primer Doctor | Totals del Primer Doctor | Totals del Primer Doctor | 7 serials                 | 7 serials         | 7 serials  | 17 episodis         | 17 episodis                            | 17 episodis  | 17 episodis | 17 episodis |
| Segon                    | 4                        | 032                      | The Underwater Menace     | 4                 | 2          | 1 (2)               | Col·leccionista privat                 | Regne Unit   | 2011        |             |
| Segon                    | 4                        | 035                      | The Faceless Ones         | 6                 | 2          | 1 (3)               | Col·leccionista privat                 | Regne Unit   | 1987        |             |
| Segon                    | 4                        | 036                      | The Evil of the Daleks    | 7                 | 1          | 1 (2)               | Col·leccionista privat                 | Regne Unit   | 1987        |             |
| Segon                    | 5                        | 037                      | The Tomb of the Cybermen  | 4                 | 4          | 4 (1-4)             | ATV                                    | Hong Kong    | 1991        |             |
| Segon                    | 5                        | 038                      | The Abominable Snowmen    | 6                 | 1          | 1 (2)               | Col·leccionista privat                 | Regne Unit   | 1982        |             |
| Segon                    | 5                        | 039                      | The Ice Warriors          | 6                 | 4          | 4 (1, 4-6)          | BBC                                    | Regne Unit   | 1988        |             |
| Segon                    | 5                        | 040                      | The Enemy of the World    | 6                 | 6          | 5 (1-2, 4-6)        | NTV                                    | Nigèria      | 2013        |             |
| Segon                    | 5                        | 041                      | The Web of Fear           | 6                 | 5          | 5 (1-2, 4-6)        | Desconeguda (ep. 1)                    | Desconegut   |             |             |
| Segon                    | 5                        | 041                      | The Web of Fear           | 6                 | 5          | 5 (1-2, 4-6)        | NTV (ep. 2, 4, 5, 6)                   | Nigèria      | 2013        |             |
| Segon                    | 5                        | 043                      | The Wheel in Space        | 6                 | 2          | 1 (3)               | Col·leccionista privat                 | Regne Unit   | 1984        |             |
| Segon                    | 6                        | 044                      | The Dominators            | 5                 | 5          | 1 (3)               | BFI                                    | Regne Unit   | 1978        |             |
| Segon                    | 6                        | 047                      | The Krotons               | 4                 | 4          | 1 (4)               | BFI                                    | Regne Unit   | 1978        |             |
| Segon                    | 6                        | 050                      | The War Games             | 10                | 10         | 6 (1, 3-4, 6-7, 10) | BFI                                    | Regne Unit   | 1978        |             |
| Totals del Segon Doctor  | Totals del Segon Doctor  | Totals del Segon Doctor  | 12 serials                | 12 serials        | 12 serials | 31 episodis         | 31 episodis                            | 31 episodis  | 31 episodis | 31 episodis |
| Tercer                   | 11                       | 071                      | Invasion of the Dinosaurs | 6                 | 6          | 1 (1)               | Col·leccionista privat                 | Regne Unit   | 1983        |             |
| Tercer                   | 11                       | 072                      | Death to the Daleks       | 4                 | 4          | 1 (1)               | Estació de TV desconeguda (com a NTSC) | Canadà       | 1981        |             |
| Tercer                   | 11                       | 072                      | Death to the Daleks       | 4                 | 4          | 1 (1)               | Dubai 33 (com a PAL)                   | Dubai        | 1991        |             |
| Totals del Tercer Doctor | Totals del Tercer Doctor | Totals del Tercer Doctor | 2 serials                 | 2 serials         | 2 serials  | 2 episodis          | 2 episodis                             | 2 episodis   | 2 episodis  | 2 episodis  |
| Totals                   | Totals                   | Totals                   | 21 serials                | 21 serials        | 21 serials | 50 episodis         | 50 episodis                            | 50 episodis  | 50 episodis | 50 episodis |